# 尹昉 (朝鮮王朝)
尹昉（：／，1563年6月22日—1640年8月），字可晦，號稚川，本貫海平尹氏，朝鮮王朝文臣。
尹昉是尹斗壽的長子，也是李珥的門人。科舉及第後，他擔任三司的清要職（台諫官）。壬辰倭亂期間，扈從宣祖來到義州。他以清要職的官職，於1597年擔任慶尚道守禦使，前往慶尚道收拾民心、調撥軍糧，任軍器監正等職。父親尹斗壽死後襲封海昌君，後先後受封為海平府院君、海昌府院君。
光海君繼位初年任刑曹判書，後歷任漢城府判尹、判義禁府事等官職，1614年被冊封為衛聖原從功臣三等。1618年，因反對廢黜仁穆大妃嫡母之位而辭職。1623年仁祖反正以後，西人黨執政，他被登用為禮曹判書。1627年丁卯胡亂，他跟扈從仁祖來到江華島，任領議政。1636年丙子胡亂期間，他任廟社提調，將歷代先王的神主搬遷到南漢山城。死後諡號文翼。